# قاعدة بيانات غراند كوميكس

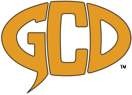
شعار قاعدة بيانات غراند للكوميكس.

قاعدة بيانات غراند كوميكس هو موقع ويب من نوع قاعدة بيانات ببليوغرافية وتطبيق فهرسة اجتماعية ‏ ومشروع مجتمعي ‏ أنشئ في 1994.  لبناء قاعدة بيانات لمعلومات الكتاب الهزلي من خلال مساهمات المستخدمين.

## وصلات خارجية
- الموقع الرسمي